# Marquesado de Casa Concha
El marquesado de Casa Concha es un título nobiliario español creado durante el reinado de Felipe V, por real decreto de 8 de junio de 1718, a favor de José de Santiago Concha y Méndez de Salvatierra.

## Historia

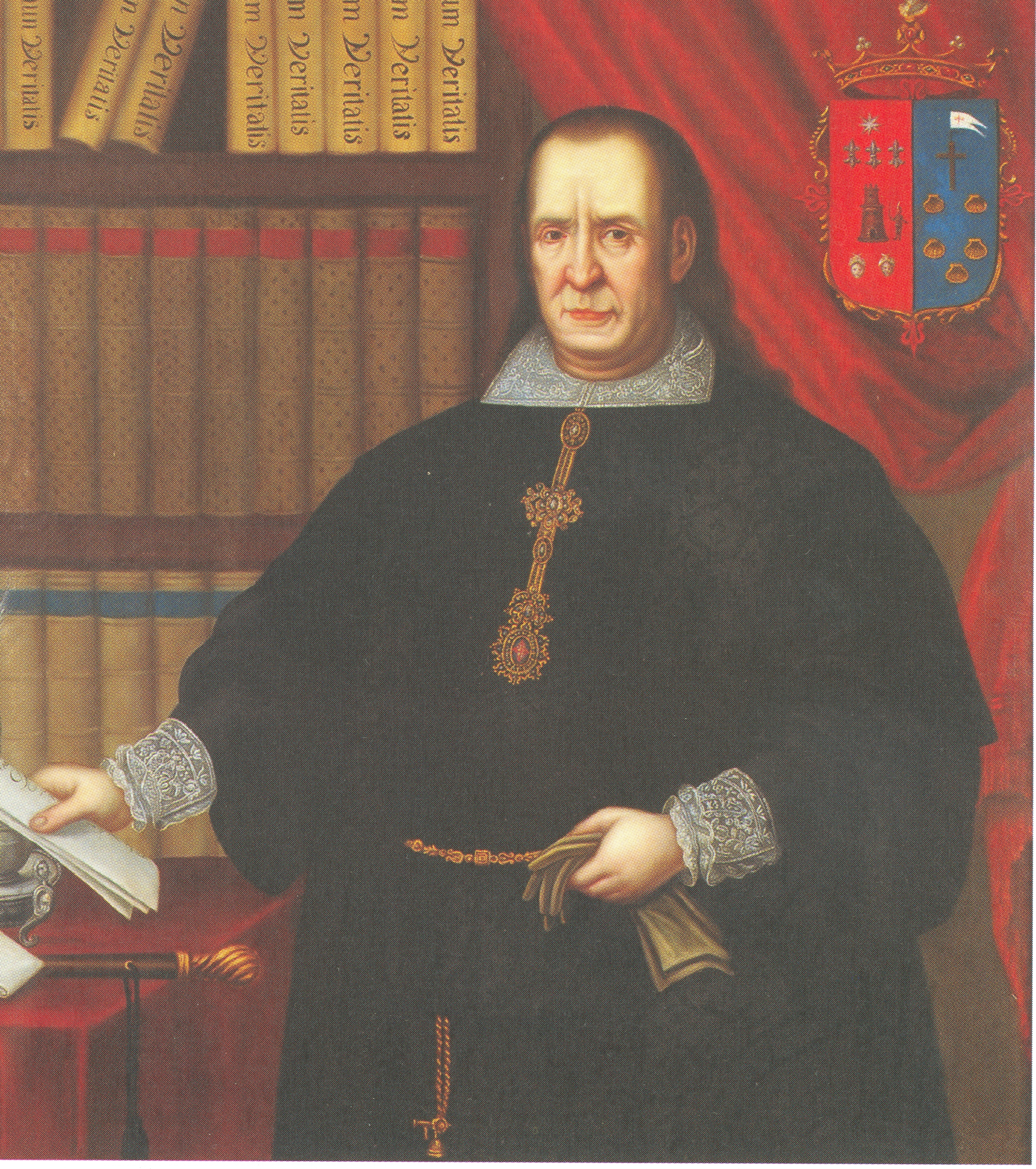
José de Santiago Concha, primer marqués.

Este título, corresponde a uno de los 26 que el rey español concedió durante su gobierno a diversas personalidades dependientes del Virreinato del Perú, y le fue conferido a Santiago Concha no solo por ocupar el cargo de juez supremo de la Audiencia de Lima, sino que también por los cargos ejercidos por su padre y las influencias que tenía su esposa de primeras nupcias la limeña Ángela Roldán Dávila y Solórzano Velasco.
Entre sus descendientes hubo numerosos ministros de audiencias indianas. De su primer matrimonio con la limeña Ángela Roldán Dávila y Solórzano Velasco, nace Pedro Rafael de Santiago Concha y Roldán Dávila, quien contrae matrimonio con la limeña María Teresa de Traslaviña y Oyagüe, quien por líneas paterna y materna tenía una extensa red de conexiones con togados indianos y castellanos. En segundo matrimonio José casa con la dama tarijeña Inés de Errazquín y Torres, fue padre de Juana Rosa y María Josefa, de Melchor José de Santiago Concha y Errazquín y Francisco, sacerdote vicario general del arzobispo en 1804. Los múltiples parentescos contribuyeron a ampliar las redes en las audiencias indianas, incluso en el Virreinato de la Nueva España y también con conexiones en las audiencias y consejos peninsulares.

## Marqueses de Casa Concha

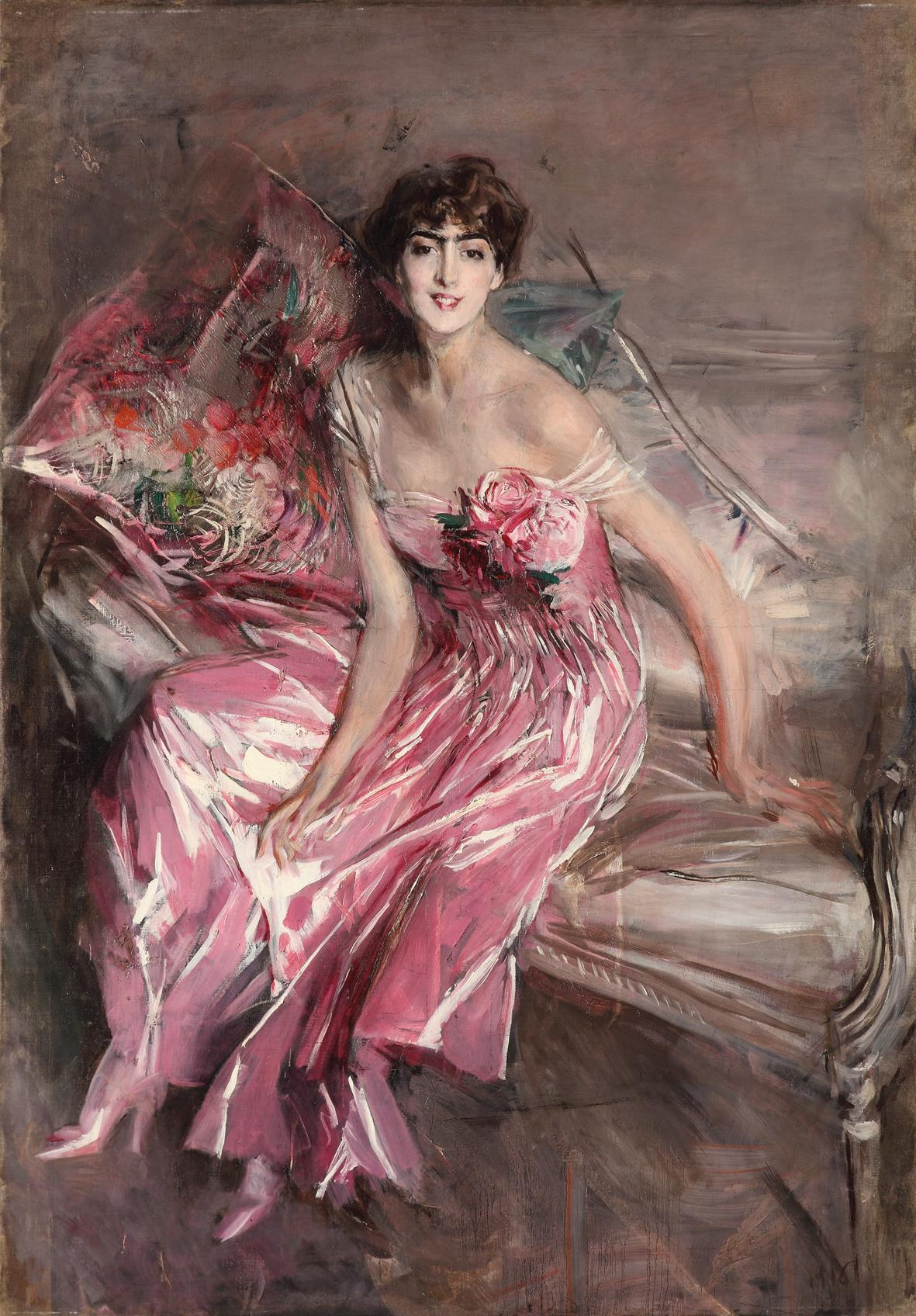
Olivia de Santiago Concha, cuarta marquesa.

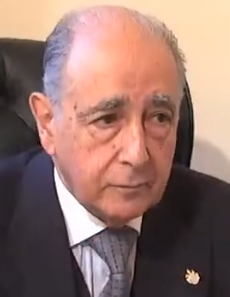
Mariano Fontecilla de Santiago Concha, actual marqués.

- José de Santiago Concha y Salvatierra (b. Lima, 1 de diciembre de 1667-ibid., 9 de marzo de 1741),[5] I marqués de Casa Concha. Caballero de la Orden de Calatrava.[6] Abogado, funcionario real en América, gobernador de Chile y Huancavélica.[5]

Casó en 1705 con Ángela María Roldán Dávila y Solórzano. Le sucedió, por el fallecimiento prematuro de su hijo, su nieto:
- José de Santiago Concha y Traslaviña (Lima, Perú 1735-1801), II marqués de Casa Concha. Abogado y funcionario real en América. Alcalde de Lima.

Contrajo matrimonio en Lima con Mariana de Salazar e Isásaga. Le sucedió su hijo:
- Pedro de Santiago Concha y Salazar, III marqués de Casa Concha.[8] Tuvo tres hermanos sacerdotes y una hermana.

Casó en 1809 con la limeña Manuela de León Encalada y Palomares, nieta de los vizcondes de San Donás. Falleció sin descendencia.
En 1823 los títulos nobiliarios fueron abolidos en Perú. Solicitaron la sucesión en 1915, sin éxito, Trinidad de Santiago-Concha Tineo y Carlos de Santiago-Concha Subercaseaux.
Rehabilitado en 1970
- Olivia Sofía de Santiago Concha y Valdés, IV marquesa de Casa Concha, IV marquesa de Rocafuerte. Dama de la Orden del Santo Sepulcro.[10]

Casada en Santiago el 26 de diciembre de 1923 con Mariano Fontecilla Varas, IV marqués de Montepío. Le sucedió en 1974, por distribución, su hijo:
- Mariano Melchor Oliverio Fontecilla y de Santiago Concha (Santiago de Chile, 28 de noviembre de 1924),[11] V marqués de Casa Concha. Caballero de la Orden de Malta.[12] Diplomático chileno.

Casado en Santiago en 1950 con Isabel Margarita Lira Vergara.
El heredero natural del marquesado es el hijo del quinto marqués, Mariano Fontecilla y Lira, V marqués de Montepío.

## Línea de sucesión
- Olivia de Santiago-Concha y Valdés, IV marquesa de Casa Concha
  -  Mariano Fontecilla y de Santiago-Concha, V marqués de Casa Concha (n. 1924)
    - (1) Mariano Fontecilla Lira, V marqués de Montepío (n. 1951)
      - (2) Jan Mariano Fontecilla Chudoba (n. 1980)
      - (3) Stefania Fontecilla Chudoba (n. 1983)

    - (4) Enrique Daniel Fontecilla Lira, marqués de Rocafuerte (n. 1952)
    - (5) Rodrigo Fontecilla Lira (n. 1956)
      - (6) Adriana Isabel Fontecilla Jaramillo (n. 1977)
      - (7) Rodrigo Fontecilla Jaramillo (n. 1983)
      - (8) Maximiliano Fontecilla Wodehouse (n. 1993)

    - (9) Francisco Antonio Fontecilla Lira (n. 1961)
      - (10) Francisco José Fontecilla Consigliere (n. 2002)
      - (11) Juan Ignacio Fontecilla Consigliere (n. 2004)